# Pillemoine
Pillemoine est une commune française située dans le département du Jura, dans la région culturelle et historique de Franche-Comté et la région administrative Bourgogne-Franche-Comté.
```
Les habitants se nomment les Pagnolots et Pagnolotes.
```

## Géographie

### Communes limitrophes

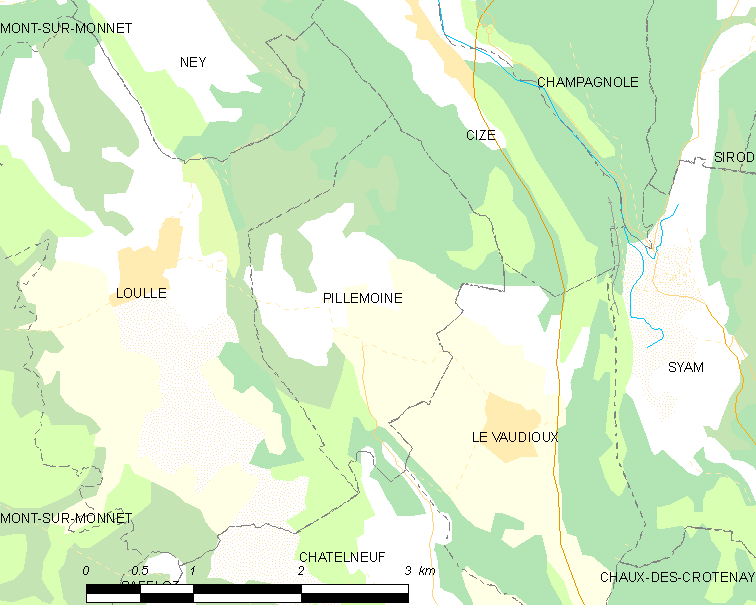
Carte de la commune de Pillemoine et des proches communes.

La petite commune de 4,69 km² située sur le deuxième plateau jurassien occupe une partie du bassin de Pillemoine-Le Vaudioux (Le Vaudioux est à 1,5 km et Loulle 2,1 km) traversé par le ruisseau de Pillemoine. La terre est assez pauvre avec des tourbières et des marnes qui ont servi à la fabrication de briques et de tuiles.

### Climat
Pour des articles plus généraux, voir Climat de la Bourgogne-Franche-Comté et Climat du département du Jura.
En 2010, le climat de la commune est de type climat de montagne, selon une étude du Centre national de la recherche scientifique s'appuyant sur une série de données couvrant la période 1971-2000. En 2020, Météo-France publie une typologie des climats de la France métropolitaine dans laquelle la commune est dans une zone de transition entre le climat semi-continental et le climat de montagne et est dans la région climatique  Jura, caractérisée par une forte pluviométrie en toutes saisons (1 000 à 1 500 mm/an), des hivers rigoureux et un ensoleillement médiocre. 
Pour la période 1971-2000, la température annuelle moyenne est de 8,7 °C, avec une amplitude thermique annuelle de 16,7 °C. Le cumul annuel moyen de précipitations est de 1 660 mm, avec 14 jours de précipitations en janvier et 10,3 jours en juillet. Pour la période 1991-2020, la température moyenne annuelle observée sur la station météorologique de Météo-France la plus proche, « Champagnole », sur la commune de Champagnole à 5 km à vol d'oiseau, est de 9,4 °C et le cumul annuel moyen de précipitations est de 1 573,2 mm. 
La température maximale relevée sur cette station est de 37,5 °C, atteinte le 24 juillet 2019 ; la température minimale est de −23,5 °C, atteinte le 24 décembre 2001,,. 
Les paramètres climatiques de la commune ont été estimés pour le milieu du siècle (2041-2070) selon différents scénarios d'émission de gaz à effet de serre à partir des nouvelles projections climatiques de référence DRIAS-2020. Ils sont consultables sur un site dédié publié par Météo-France en novembre 2022.

## Urbanisme

### Typologie
Au 1er janvier 2024, Pillemoine est catégorisée commune rurale à habitat dispersé, selon la nouvelle grille communale de densité à sept niveaux définie par l'Insee en 2022.
Elle est située hors unité urbaine. Par ailleurs la commune fait partie de l'aire d'attraction de Champagnole, dont elle est une commune de la couronne,. Cette aire, qui regroupe 43 communes, est catégorisée dans les aires de moins de 50 000 habitants,.

### Occupation des sols
L'occupation des sols de la commune, telle qu'elle ressort de la base de données européenne d’occupation biophysique des sols Corine Land Cover (CLC), est marquée par l'importance des forêts et milieux semi-naturels (51,6 % en 2018), une proportion identique à celle de 1990 (51,6 %). La répartition détaillée en 2018 est la suivante : 
forêts (51,6 %), terres arables (25 %), prairies (22,7 %), zones agricoles hétérogènes (0,7 %). L'évolution de l’occupation des sols de la commune et de ses infrastructures peut être observée sur les différentes représentations cartographiques du territoire : la carte de Cassini (XVIIIe siècle), la carte d'état-major (1820-1866) et les cartes ou photos aériennes de l'IGN pour la période actuelle (1950 à aujourd'hui).

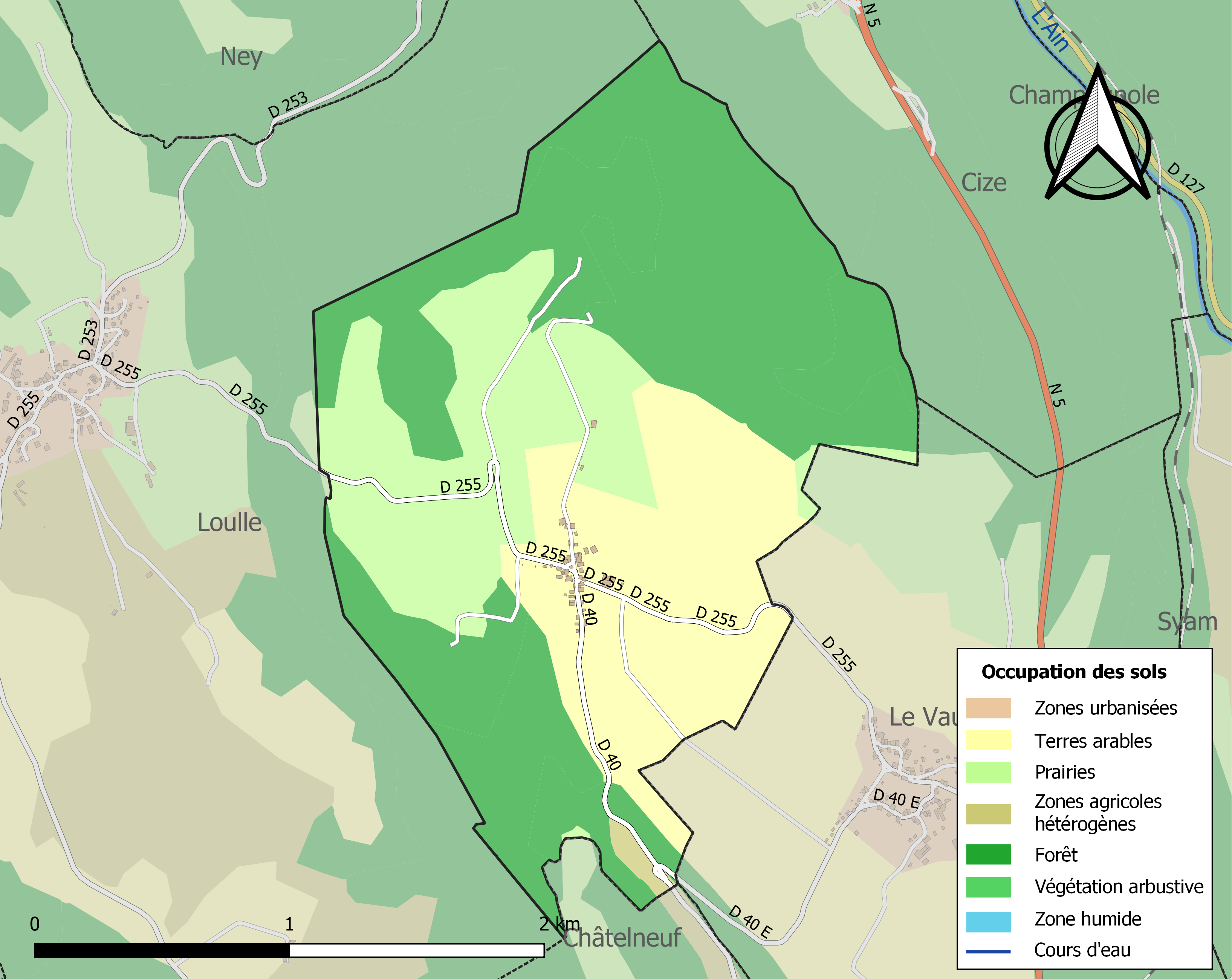
Carte des infrastructures et de l'occupation des sols de la commune en 2018 (CLC).

## Économie
On y trouve les activités agricoles de moyenne montagne et surtout l'élevage bovin pour la fabrication du fromage de comté.

## Histoire
Selon Alphonse Rousset et son Dictionnaire géographique, historique et statistique des communes de la Franche-Comté, Pillemoine est d'origine récente : un dénommé Pierre Pillemoine de Monnet vint s'y établir au XVe siècle. En 1549, le hameau ne comptait que six maisons mais il se développa jusqu'à compter 120 habitants en 1790 et 145 en 1851. Sévèrement frappé par le dépeuplement le village ne comptait que 40 habitants en 1990 : depuis sa population a augmenté pour atteindre 62 habitants en 2010.
L'abbaye de Balerne y possédait une vaste ferme dont certains bâtiments existent toujours (propriété privée) mais le village était dans la dépendance de la seigneurie de Chatelneuf, les habitants étaient affranchis de mainmorte mais soumis au cens en argent et en nature et aux corvées.

## Politique et administration
| Période       | Période       | Identité           | Étiquette | Qualité        |
| ------------- | ------------- | ------------------ | --------- | -------------- |
| 1983          | ?             | Marcel Duval       |           |                |
| juin 1995     | novembre 2009 | Jean-Claude Girod, |           | démissionnaire |
| novembre 2009 | En cours      | Hervé Girardot     | DVG       | Fonctionnaire  |

## Démographie
L'évolution du nombre d'habitants est connue à travers les recensements de la population effectués dans la commune depuis 1793. Pour les communes de moins de 10 000 habitants, une enquête de recensement portant sur toute la population est réalisée tous les cinq ans, les populations de référence des années intermédiaires étant quant à elles estimées par interpolation ou extrapolation. Pour la commune, le premier recensement exhaustif entrant dans le cadre du nouveau dispositif a été réalisé en 2008.

En 2022, la commune comptait 62 habitants, en évolution de +8,77 % par rapport à 2016 (Jura : −0,81 %, France hors Mayotte : +2,11 %).
| 1793 | 1800 | 1806 | 1821 | 1831 | 1836 | 1841 | 1846 | 1851 |
| ---- | ---- | ---- | ---- | ---- | ---- | ---- | ---- | ---- |
| 134  | 119  | 129  | 155  | 154  | 154  | 146  | 137  | 145  |

| 1856 | 1861 | 1866 | 1872 | 1876 | 1881 | 1886 | 1891 | 1896 |
| ---- | ---- | ---- | ---- | ---- | ---- | ---- | ---- | ---- |
| 133  | 135  | 129  | 119  | 117  | 103  | 106  | 99   | 90   |

| 1901 | 1906 | 1911 | 1921 | 1926 | 1931 | 1936 | 1946 | 1954 |
| ---- | ---- | ---- | ---- | ---- | ---- | ---- | ---- | ---- |
| 77   | 73   | 81   | 64   | 79   | 78   | 84   | 75   | 63   |

| 1962 | 1968 | 1975 | 1982 | 1990 | 1999 | 2006 | 2008 | 2013 |
| ---- | ---- | ---- | ---- | ---- | ---- | ---- | ---- | ---- |
| 68   | 74   | 48   | 43   | 40   | 56   | 61   | 62   | 55   |

| 2018 | 2022 | - | - | - | - | - | - | - |
| ---- | ---- | - | - | - | - | - | - | - |
| 60   | 62   | - | - | - | - | - | - | - |

## Lieux et monuments
Pillemoine possédait une chapelle détruite en 1785 qui n'a pas été remplacée : c'est donc un des rares villages comtois sans clocher. Le village était rattaché à la paroisse de Loulle, intégrée dans les années 1980 à la paroisse des Monts de Balerne.
Une maison commune a été construite en 1850 pour servir de mairie-école : cette dernière ne fonctionne plus depuis les années 1960.

## Personnalités liées à la commune
- Guy Thomas : (1934 en Belgique) parolier et poète ayant écrit de nombreuses chansons à succès entre autres pour Jean Ferrat, Isabelle Aubret, James Ollivier, etc.

## Sources
Alphonse Rousset Dictionnaire géographique, historique et statistique des communes de la Franche-Comté, 1857, volume 5, page 80.